# Boris Maicon
Boris Maicon (1897 Imperio Ruso - 1946) fue un director de cine de origen ruso que trabajó en México. Realizó el primer cortometraje a color en el país.
Se desconocen los detalles biográficos de Maicon previos a la fundación de su empresa Producciones Montealbán en Cuernavaca. Su primer largometraje fue La isla maldita, teniendo a Roberto Gavaldón como protagonista estelar. Dicho largometraje sería también el primer guion de la prolífica carrera de Alejandro Galindo.
Se unió en 1936 a la Unión de Directores Cinematográficos de México, y en ese año también realizó el cortometraje Novillero, con actuaciones del torero Lorenzo Garza y el compositor Agustín Lara. Este filme sería el primer filme mexicano a colores. 

## Filmografía

### Largometrajes
- 1934 - La isla maldita
- 1937 - Ojos tapatíos
- 1938 - Infidelidad

### Cortometrajes
- 1936 - Novillero